# Siefker Ridge
Siefker Ridge ist ein 10 km langer und bis zu 1500 m hoher Gebirgskamm im westantarktischen Ellsworthland. In der Heritage Range des Ellsworthgebirges erstreckt er sich vom westlichen Teil des Anderson-Massivs in nordwestlicher Richtung.
Ein Geologenteam der University of Minnesota erkundete ihn zwischen 1963 und 1964 und nahm die Benennung vor. Namensgeber ist der Elektrotechniker Dennis R. Siefker von der United States Navy, der für den Betrieb der automatischen Wetterstation im Basislager des Geologenteams bei den Camp Hills verantwortlich war.